# Малка индийска мангуста
Малка индийска мангуста (Herpestes javanicus), също малка азиатска мангуста или яванска мангуста, е вид бозайник от семейство Мангустови (Herpestidae).

## Разпространение и местообитание
Разпространен е в Афганистан, Бангладеш, Бутан, Виетнам, Индия, Индонезия, Иран, Камбоджа, Китай, Лаос, Малайзия, Мианмар, Непал, Пакистан и Тайланд.